# Thiết Tây, An Đạt
Thiết Tây là nhai đạo của An Đạt, Tuy Hóa, Hắc Long Giang, Trung Quốc. Nhai đạo biện sự xứ đóng tại Thiết Tây Nhị Đạo Nhai (铁西二道街). Nhai đạo này là giáp với Thảo Kiều (草桥), Tân Phát Địa (新发地) ở phía đông, giáp với Dương Thảo (羊草), Nam Lai (南来) ở phía nam. Diện tích của Thiết Tây là 50.28 km², có dân số 94993.

## Tên
Thiết Tây có nghĩa là "phía tây của đường sắt", đường sắt này là Đường sắt Tân-Châu. Ga An Đạt là ở phía bắc của Thiết Tây, và có 3 đường cao tốc ở đây: đường Minh Thẩm (明沈), đường An Xương (安昌), đường Cáp Đại Bảo (哈大葆).

## Xã Khu
Thiết Tây có 6 xã khu:
- Xã khu: Hồng Tinh (红星), Long Hóa (龙化), Trường Chinh (长征), Thủy Xưởng (水厂), Đông Phong (东风), Thiên Kiều (天桥)